# Lyons (Ohio)
Lyons es una villa ubicada en el condado de Fulton en el estado estadounidense de Ohio. En el Censo de 2010 tenía una población de 562 habitantes y una densidad poblacional de 306,48 personas por km².

## Geografía
Lyons se encuentra ubicada en las coordenadas 41°42′2″N 84°4′19″O / 41.70056, -84.07194. Según la Oficina del Censo de los Estados Unidos, Lyons tiene una superficie total de 1.83 km², de la cual 1.83 km² corresponden a tierra firme y (0%) 0 km² es agua.

## Demografía
Según el censo de 2010, había 562 personas residiendo en Lyons. La densidad de población era de 306,48 hab./km². De los 562 habitantes, Lyons estaba compuesto por el 97.86% blancos, el 0.18% eran afroamericanos, el 0% eran amerindios, el 0.36% eran asiáticos, el 0% eran isleños del Pacífico, el 0.36% eran de otras razas y el 1.25% pertenecían a dos o más razas. Del total de la población el 3.02% eran hispanos o latinos de cualquier raza.